# Joe Bergeron
Joe Bergeron (Mesquite, ...) è un giocatore di football americano statunitense che gioca come runningback per i Gallos Negros Querétaro.